# المقاطعة الشرقية (هونغ كونغ)

موقع المقاطعة الشرقية في هونغ كونغ

المقاطعة الشرقية (بالصينية: 東區) هي واحدة من 18 منطقة إدارية في هونغ كونغ. كان عدد سكانها 587.690 نسمة في عام 2006. للمقاطعة ثاني أعلى عدد سكان في حين أن المقيمين لهم ثالث أعلى متوسط دخل للأسرة من بين المقاطعات الثمانية عشرة.
تقع المقاطعة في الجزء الشمال الشرقي لجزيرة هونغ كونغ، وتشمل مناطق في الجزء الشرقي من كاوسواي باي، تين هاو، تين هاو هيل فورتريس، نورث بوينت، كويري باي، شاو كي وان، هينغ فا تشوين، وتشاي وان.
المنطقة التي كانت في السابق قرى لصيد الأسماك وترسانات لبناء السفن، أصبحت الآن منطقة سكنية مع بعض المناطق الصناعية الكبيرة وعدد من مراكز التسوق.

## وصلات خارجية
- مجلس المقاطعة الشرقية